# Le Balcon (opéra)
Pour les articles homonymes, voir Le Balcon.
Le Balcon est un opéra du compositeur hongrois Péter Eötvös sur un livret de Françoise Morvan, créé en 2002 à Aix-en-Provence. L'histoire est adaptée de la pièce de Jean Genet, Le Balcon, de 1960.

## Historique
Commande du festival international d'art lyrique d'Aix-en-Provence, Le Balcon est le second opéra de Péter Eötvös, dont le livret est adapté par Françoise Morvan depuis la pièce de Jean Genet, Le Balcon, avec l'aide du compositeur et d'André Markowicz. Le compositeur demande que l'adaptation soit le plus fidèle possible à la structure de la pièce et des phrases du dramaturge.
Le Balcon est créé le 5 juillet 2002 au festival d'Aix-en-Provence sous la direction du compositeur avec l'Ensemble intercontemporain dans une mise en scène de Stanislas Nordey. L'opéra est remonté en janvier 2004 à Toulouse puis dans nouvelle production à l'Opéra de Besançon en 2005 dans une version légèrement modifiée, dirigée par Stéphane Petitjean et mise en scène par Jean-Marc Forêt. L'opéra est monté en 2009 à l'opéra national de Bordeaux sous la direction de Kwamé Ryan et mis en scène par Gerd Heinz. En 2014, une nouvelle production est montée au théâtre de l'Athénée Louis-Jouvet à Paris, dirigée par Maxime Pascal avec l'orchestre Le Balcon et mise en scène par Damien Bigourdan,.

## Description
Le Balcon est une sorte d'opéra de chambre en dix tableaux en français d'une heure et cinquante minutes environ, dont le nombre de musiciens est limité ; ceux-ci participent quelquefois directement à l'action. La partition prévoit des formes de thèmes pour les personnages, jouant avec les genres vocaux, adaptés aux rôles dépeints : par exemple, une musique de cabaret employant le Sprechgesang est réservé pour la tenancière du bordel alors que les personnages s'octroyant un statut officiel chantent avec une force lyrique caricaturale. La partition comprend une partie électronique sur bande.

### Rôles
Les rôles sont les suivants :
| Rôle                                    | Tessiture     | Créateur |
| --------------------------------------- | ------------- | -------- |
| Carmen                                  | soprano       |          |
| La Femme, la Voleuse, la Fille, Chantal | mezzo-soprano |          |
| Irma, la Reine                          | contralto     |          |
| Roger                                   | baryton       |          |
| Le Général                              | baryton       |          |
| L'Envoyé de la cour                     | baryton       |          |
| Le Chef de la police                    | baryton-basse |          |
| L'Eveque                                | basse         |          |
| Le Bourreau, Artur                      | basse         |          |
| Un Révolté, un photographe, l'Esclave   | joué          |          |

## Instrumentation
L'instrumentation du Balcon comprend l'effectif détaillé suivant :
- vents : flûte, hautbois, clarinette en la, clarinette basse, basson ;
- cuivres : saxophone soprano, cor, 2 trompettes, trombone, tuba ;
- 2 percussionnistes, harpe, orgue électrique ;
- cordes : violon, alto, violoncelle, contrebasse.